# In the Middle (canção de Natalia Barbu)
"In the Middle" é uma canção da cantora moldava Natalia Barbu que irá representar a Moldávia no Festival Eurovisão da Canção 2024, após vencer a final nacional da Moldávia.

A canção atuou na 1.ª semifinal, mas não foi apurada para a final.